# Hazem Emam
Hazem Mohamed Yehia El-Horria Emam, pseud. Hazem Emam (ar. حازم إمام, ur. 10 maja 1975 w Kairze) – egipski piłkarz grający na pozycji ofensywnego pomocnika.

## Kariera klubowa
Emam urodził się w Kairze, stolicy Egiptu. Karierę piłkarską rozpoczął w tamtejszym klubie Zamalek Kair. Treningi podjął w 1986 roku, a w 1993 roku stał się członkiem kadry pierwszej drużyny. 12 listopada tamtego roku zadebiutował w pierwszej lidze w wygranym 2:0 meczu z El-Ittihad El-Iskandary. Początkowo był rezerwowym i przegrywał rywalizację między innymi z Nigeryjczykiem Emmanuelem Amunike, ale po jego odejściu do Sportingu stał się podstawowym zawodnikiem. Już w 1994 roku zdobył Superpuchar Afryki, ale największy sukces osiągnął w 1996 roku, gdy wygrał z Zamalekiem Ligę Mistrzów (wygrana w finale z nigeryjskim Shooting Stars FC).
W 1996 roku po występie Emama w Pucharze Narodów Afryki 1996 dyrektor sportowy Udinese Calcio Pierpaolo Marino zdecydował się zakontraktować Egipcjanina do swojego klubu. W zespole prowadzonym przez trenera Alberta Zaccheroniego Hazem występował jako napastnik, jednak nie potrafił wywalczyć miejsca w podstawowym składzie i przegrywał rywalizację z Niemcem Oliverem Bierhoffem i Brazylijczykiem Márcio Amoroso. W swoim pierwszym sezonie we Włoszech rozegrał tylko cztery spotkania, a w kolejnym zaliczył siedem. Zdobył też gola w meczu Puchaur Włoch z Regginą Calcio. Udinese zakwalifikowało się do Pucharu UEFA, jednak Egipcjanin został wypożyczony.
Kolejnym klubem w karierze Emama był holenderski De Graafschap. W Eredivisie zadebiutował 13 grudnia 1998 roku w przegranym 0:1 domowym spotkaniu z NAC Breda. Do końca sezonu zdobył dwie bramki, a latem 1999 przedłużono jego wypożyczenie. W sezonie 1999/2000 ponownie zaliczył dwa trafienia w pierwszej lidze Holandii. Po sezonie był bliski przejścia do Ajaksu Amsterdam, jednak kierownictwo Udinese odrzuciło ofertę transferową.
Pod koniec 2000 roku Hazem wrócił do Egiptu i ponownie został graczem Zamaleku. Już w 2001 roku wywalczył z kairskim klubem mistrzostwo Egiptu, a kolejne tytuły mistrzowskie zdobywał w 2003 i 2004 roku. Dwukrotnie zdobywał Puchar Egiptu w latach 2002 i 2008, a także Superpuchar Egiptu w 2001 i 2002 roku. Z kolei w 2002 roku wygrał także Afrykańską Ligę Mistrzów po raz drugi w swojej karierze (zwycięstwo 1:0 w finałowym dwumeczu z Rają Casablanca). Po sezonie 2007/2008 zdecydował się zakończyć piłkarską karierę, a następnie został jednym z dyrektorów Zamaleku.
| Sezon   | Klub           | Kraj     | Rozgrywki  | Mecze | Bramki |
| ------- | -------------- | -------- | ---------- | ----- | ------ |
| 1993/94 | Zamalek Kair   | Egipt    | 1. liga    | ?     | ?      |
| 1994/95 | Zamalek Kair   | Egipt    | 1. liga    | ?     | ?      |
| 1995/96 | Zamalek Kair   | Egipt    | 1. liga    | 21    | 7      |
| 1996/97 | Udinese Calcio | Włochy   | Serie A    | 4     | 0      |
| 1997/98 | Udinese Calcio | Włochy   | Serie A    | 7     | 0      |
| 1998/99 | De Graafschap  | Holandia | Eredivisie | 13    | 2      |
| 1999/00 | De Graafschap  | Holandia | Eredivisie | 25    | 2      |
| 2000/01 | Zamalek Kair   | Egipt    | 1. liga    | 5     | 2      |
| 2001/02 | Zamalek Kair   | Egipt    | 1. liga    | 25    | 12     |
| 2002/03 | Zamalek Kair   | Egipt    | 1. liga    | 14    | 4      |
| 2003/04 | Zamalek Kair   | Egipt    | 1. liga    | 21    | 5      |
| 2004/05 | Zamalek Kair   | Egipt    | 1. liga    | 4     | 0      |
| 2005/06 | Zamalek Kair   | Egipt    | 1. liga    | 22    | 2      |
| 2006/07 | Zamalek Kair   | Egipt    | 1. liga    | 19    | 2      |
| 2007/08 | Zamalek Kair   | Egipt    | 1. liga    | 12    | 0      |

## Kariera reprezentacyjna
W reprezentacji Egiptu Emam zadebiutował w 24 listopada 1995 roku za selekcjonerskiej kadencji Holendra Ruuda Krola, w przegranym 0:2 towarzyskim spotkaniu z Republiką Południowej Afryki. W tym samym roku wystąpił z kadrą U-23 na Igrzyskach Afrykańskich i pomógł jej w wygraniu tego turnieju (zwycięstwo w finale nad Zimbabwe. W 1996 roku po raz pierwszy wystąpił w Pucharze Narodów Afryki, a Egipt dotarł do ćwierćfinału. Z kolei w 1998 roku Hazem zdobył z „Faraonami” mistrzostwo Afryki. Wystąpił także w Pucharze Narodów Afryki 2000, Pucharze Narodów Afryki 2002 i Pucharze Narodów Afryki 2004, w dwóch pierwszych przypadkach awansując do ćwierćfinału. W kadrze narodowej grał do 2005 roku, a łącznie wystąpił w niej 87 razy i zdobył 16 bramek.